# Igreja de Nossa Senhora da Esperança (Porto)
A igreja de Nossa Senhora da Esperança situa-se na cidade do Porto, junto ao Jardim de S. Lázaro. Esta igreja é presumivelmente da autoria de Nicolau Nasoni e foi edificada no século XVIII.
Está localizada na Avenida Rodrigues de Freitas, nº 349, pertencendo à freguesia da Sé.
A Igreja faz parte do Colégio de Nossa Senhora da Esperança, propriedade da Santa Casa da Misericórdia do Porto e que foi criado como Recolhimento das Meninas Órfãs de Nossa Senhora da Esperança, instituído em 1724 com um legado deixado por parte do Reverendo Manuel de Passos Castro.
A Igreja contém no seu coro-alto um órgão de tubos em estilo Inglês, construído pelo mestre organeiro britânico Peter Conacher em 1891, e que foi restaurado em 1990.

## Cronologia
- 1724 - Início da construção do Recolhimento de Meninas Orfãs
- 1731 - Inauguração do Recolhimento das Meninas orfãs, com entrada das 20 primeiras meninas
- 1746 - Início da construção da Igreja
- 1763 - inauguração da igreja; foi construída no local onde existia um templo que servia os doentes do Hospital de São Lázaro.[1]